# آوگوست ککوله
فریدریش آگوست ککوله فُن اشترادونیتس (آلمانی: Friedrich August Kekulé von Stradonitz; تلفظ آلمانی: [ˈfri:drɪç ˈaʊgʊst keku:ˈle fɔn ˈʃtrado:nɪts]) (زادهٔ ۷ سپتامبر ۱۸۲۹ در دارمشتات – درگذشتهٔ ۱۳ ژوئیه ۱۸۹۶ در بن) شیمی‌دان آلمانی بود که در سال ۱۸۵۷ توانست ساختار حلقوی بنزن را شناسایی کند.
از دهه ۱۸۵۰ میلادی تا زمان مرگ، ککوله یکی از تاثیرگذارترین شیمی‌دان‌های اروپا به ویژه در زمینه شیمی نظری بود. او پدر و بنیان‌گذار نظریه ساختار شیمیایی به ویژه در زمینه ساختار ککوله مولکول بنزن بود.

## رویای ککوله
در نیمه دوم قرن ۱۹ میلادی، یکی از چالش‌های بسیار مهم دنیای شیمی، کشف ساختار و پیکربندی صحیح مولکول بنزن بود. دست یافتن به این مهم، خود کلیدی به دنیای ترکیبات آروماتیک بود و بنزن به عنوان ساده‌ترین مولکول آروماتیک شناخته شده در آن زمان در صف اول قرار داشت. در سال ۱۸۹۰ که انجمن شیمی آلمان به منظور قدردانی از سالها خدمات ارزشمند ککوله و دقیقاً در ۲۵ سالگی اولین مقاله ککوله در مورد مولکول بنزن، سمیناری را ترتیب داده بود، ککوله در سخنرانی خود از رویای خود صحبت کرد. او گفت که در رویاهایش دیده است که ماری دم خود را گاز گرفته است (همانند سمبل اوروبروس) و این موجب گردید که او متوجه ساختار حلقوی بنزن شود.

## نگارخانه

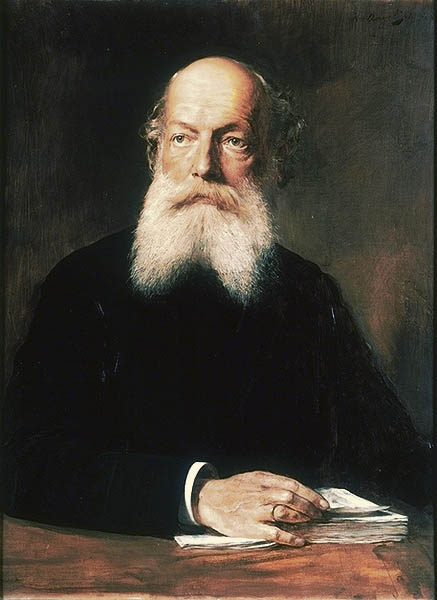
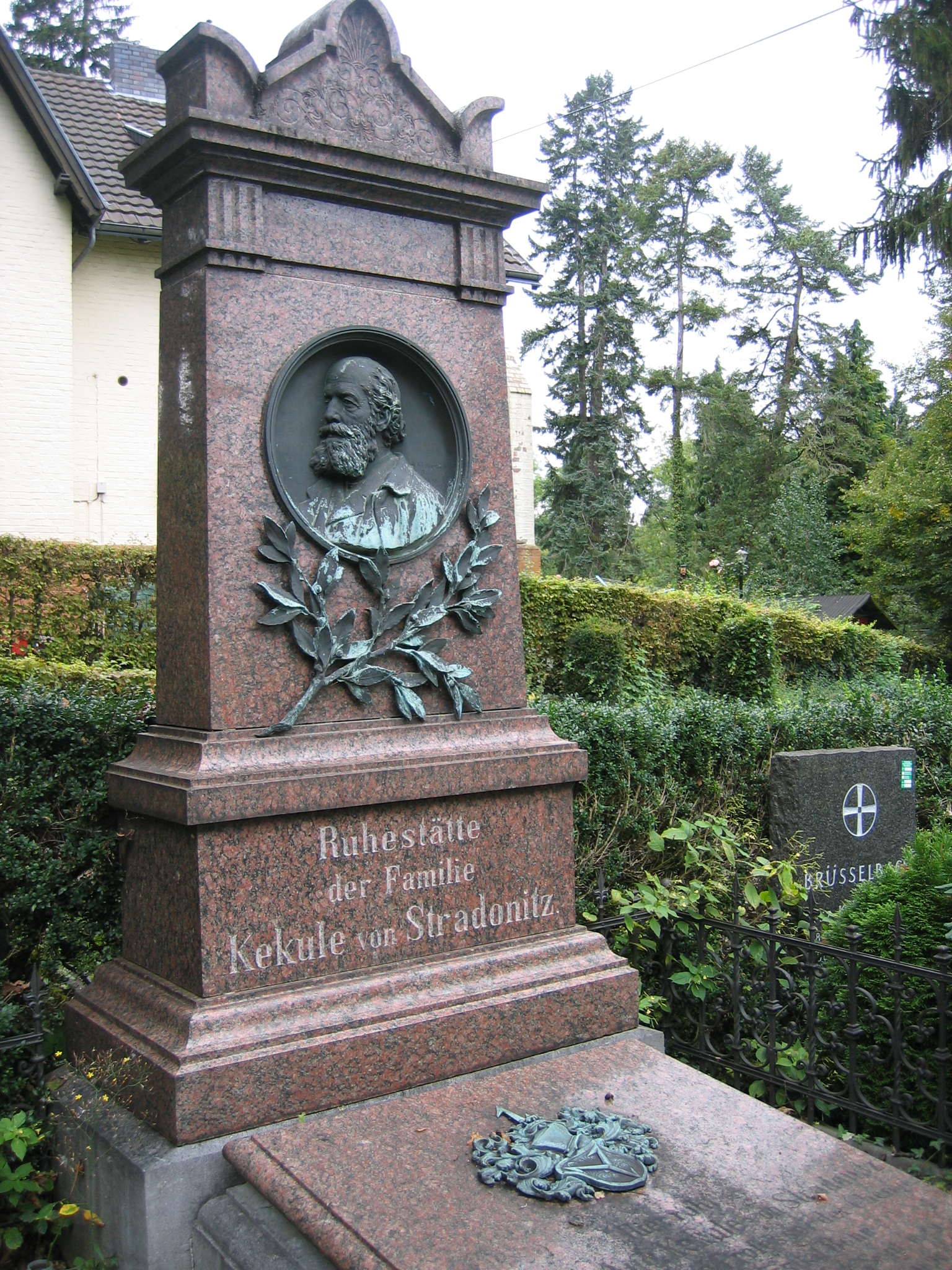
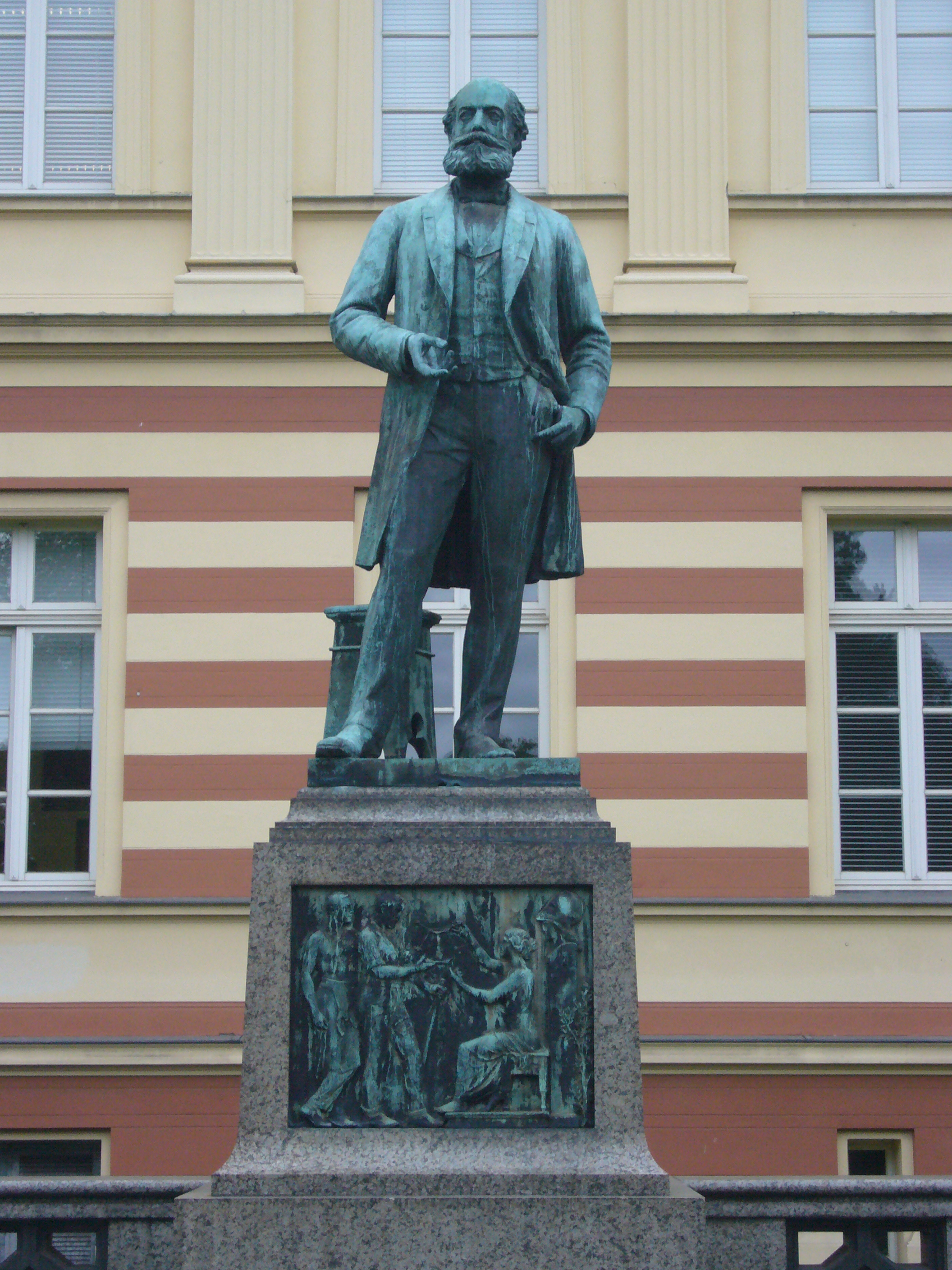
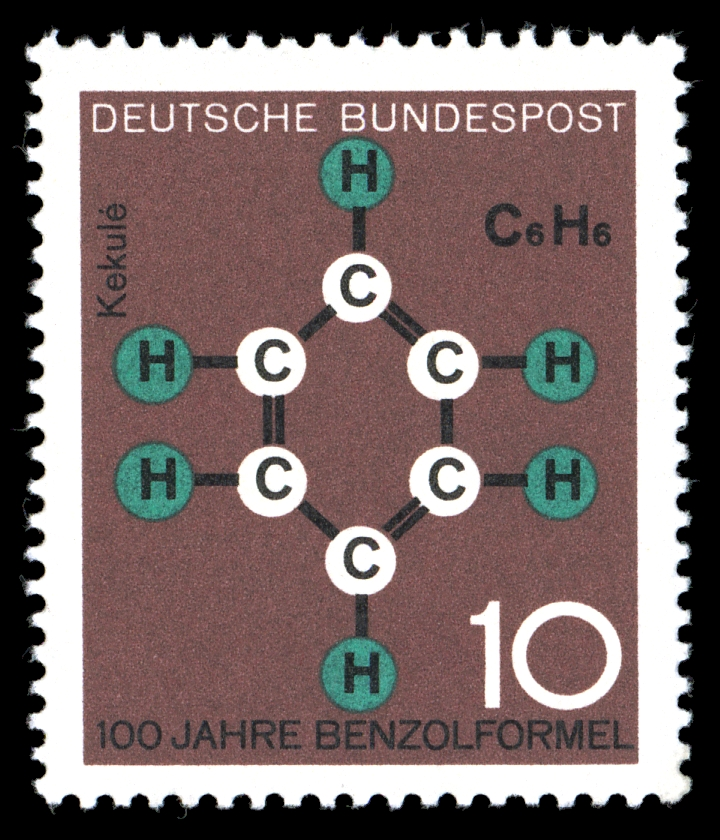